# José Gervasio Artigas
José Gervasio Artigas (Montevideo, Imperio Español 19 de junio de 1764 - Quinta Ybyray, Asunción del Paraguay, 23 de septiembre de 1850) fue un político, militar y estadista rioplatense que lideró la Revolución Oriental, actuó durante la Guerra de la Independencia de las Provincias Unidas del Río de la Plata y se destacó por ser el heraldo del federalismo en lo que hoy son Uruguay y Argentina.Recibió los títulos de «Jefe de los Orientales» y «Protector de los Pueblos Libres».
Por sus actuaciones, es recordado en ambas márgenes del Río de la Plata. En Uruguay es el héroe nacional y el máximo prócer del proceso independentista, y se le considera el Padre de la Patria. En la Argentina ha habido un proceso de revisionismo sobre la figura de Artigas, a partir del cual se le reconoce también como prócer de la independencia nacional.

## Biografía

### Primeros años
José Gervasio Artigas nació el 19 de junio de 1764 en Montevideo, que en ese entonces formaba parte del Virreinato del Perú, en el Imperio español.
Fue hijo del militar Martín José Artigas Carrasco y de su esposa Francisca Antonia Pasqual. El matrimonio tuvo seis hijos, siendo José el tercero, según una partida que luce al folio 209 del libro primero de bautismos de la catedral de Montevideo. Su abuelo, Juan Antonio Artigas Ordovás (oriundo de la localidad aragonesa de La Puebla de Albortón) y su abuela Ignacia Xaviera Carrasco y Melo-Coutinho, habían sido de los primeros pobladores de la ciudad. Sus abuelos migraron de Zaragoza, Tenerife (en las Islas Canarias) y Buenos Aires. Formaba parte de una de las familias más acaudaladas de Montevideo: su padre era propietario de campos y fue el primer capitán de milicias, desempeñando el cargo de oficial real.
Sus hermanos fueron Martina Antonia, José Nicolás, Manuel Francisco, Pedro Ángel y Cornelio Cipriano. Los dos últimos fallecieron antes de 1806.
Ocho años después de su bautismo, José Artigas, junto con varios de sus hermanos y su padre don Martín, recibió el sacramento de la confirmación, el 24 de diciembre de 1772, en la estanzuela de Melchor de Viana, en Arroyo Pando.
José (Pepe) junto sus cuatro hermanos varones Nicolás, José Gervasio, Manuel Francisco y Pedro Ángel fueron llevados por su padre a la Estancia del Sauce-Solo para que aprendieran y trabajaran en las tareas del campo, que era la actividad económica de la familia Artigas, en la estancia que heredó su madre, en la localidad de Sauce.
Artigas pasó estos primeros años entre la ciudad y la chacra de su padre, ubicada junto al arroyo Carrasco. Recibió en su niñez la mejor educación que en la época se podía dar en su ciudad, la cual consistía en la enseñanza primaria, impartida por los padres franciscanos del convento de San Bernardino.
Según consignó en sus memorias el general Nicolás de Vedia, José Artigas prefirió dedicarse a las tareas rurales. A los doce años se trasladó al campo, en las tierras pertenecientes a su familia una «suerte de estancia» en El Sauce. Observando a los habitantes del lugar —entre ellos, los gauchos— se hizo ágil en el manejo de las armas y del caballo.
En 1778 su nombre aparece registrado al ingresar en la Cofradía del Santísimo Rosario.[cita requerida] 

Luego se abre una época indocumentada en la vida del héroe, de la que apenas se poseen algunas noticias.

En sus Apuntes biográficos sobre don José Artigas, el citado general Vedia, expresa:

Don José Artigas era un muchacho travieso e inquieto y propuesto a sólo usar de su voluntad; sus padres tenían establecimientos de campaña y de uno de estos desapareció a la edad como de 14 años y ya no paraba en sus estancias, sino una que otra vez, ocultándose a la vista de sus padres. Correr alegremente los campos, changuear y comprar en éstos ganados mayores y caballadas, para irlos a vender a la frontera del Brasil portugués, algunas veces contrabandear cueros secos, y siempre haciendo la primera figura entre los muchos compañeros, eran sus entretenimientos habituales.

La documentación glosada prueba que Artigas, como hijo de su tiempo, como morador de la pradera oriental, participó en faenas clandestinas y en el trajín del contrabando, en la zona norte de la Banda Oriental, durante los años de su mocedad. Vuelve Vedia a mencionarlo en sus Apuntes:

Se habían pasado cosa de dieciséis a dieciocho años, cuando después abrazó su carrera de vida suelta, lo vi por primera vez en una estancia, a orillas del Bacacay, circundado de muchos mozos alucinados que acababan de llegar con una crecida porción de animales a vender. Esto fue a principios del año 93, en la estancia de un hacendado rico, llamado el capitán Sebastián.

La historia clásica del período de la «reivindicación», negó siempre el aserto, aduciendo, por lo menos, inocuidad de las probanzas. Lorenzo Barbagelata, por ejemplo, la vincula a las acusaciones, interesadas y falsarias, del libelo de Pedro Feliciano Cavia. Eduardo Acevedo, aunque explica largamente el carácter del contrabando como «ley de la época» y cita la unánime opinión al respecto de historiadores del más diverso origen, concluye preguntándose donde están las pruebas de que el jefe de los orientales haya sido contrabandista. De todas maneras considerando el contexto histórico, no debería despreciarse la hipótesis de que, siendo una persona de campo, actuara en contra de los intereses de la Corona, cometiendo oportunamente alguna forma de abigeato. Era, en esas épocas, una forma de defender los intereses de la familia de los elevados impuestos y un conato de la rebeldía que demostraría más tarde contra el régimen realista.

#### Mujeres e hijos
José Artigas también se relacionó con los indios charrúas, según estudiosos como Carlos Maggi en su libro El Caciquillo, durante el período que va desde su adolescencia hasta su ingreso en el cuerpo de Blandengues, etapa en la cual no aparecen referencias en los registros de la época, Artigas habría vivido con los charrúas, llegando a tener mujer e hijo dentro de esa nación. Este hijo, Manuel (el famoso Caciquillo), habría nacido hacia el año 1786, como el primogénito. Varias pruebas materializadas en cartas[¿cuál?] y en la actitud de Artigas hacia los indios, y viceversa, apunta a la existencia de este hijo.
Su vida se habría desarrollado al norte del Río Negro, en las Misiones Orientales, Río Grande do Sul y Santa Catarina. Fue durante esta época que conoció a Isabel Sánchez Velásquez, nacida cerca de 1760 y la primera mujer de Artigas de quien se tenga conocimiento documentado. Separada de su marido Julián Arrúa (con el que tuvo cinco hijos), Isabel y Artigas comenzaron una relación amorosa que duró más de diez años, y de la que nacieron cuatro hijos: Juan Manuel (nacido el 3 de julio de 1791), María Clemencia (nacida el 14 de agosto de 1793 —fallecida en la infancia—), María Agustina (nacida el 4 de agosto de 1795 —también fallecida de menor edad—) y María Vicenta (nacida el 24 de octubre de 1804). En 1792, Artigas tuvo otro hijo con una mujer desconocida, llamado Pedro Mónico, el cual quedó al cargo de sus abuelos paternos.

#### Carrera militar

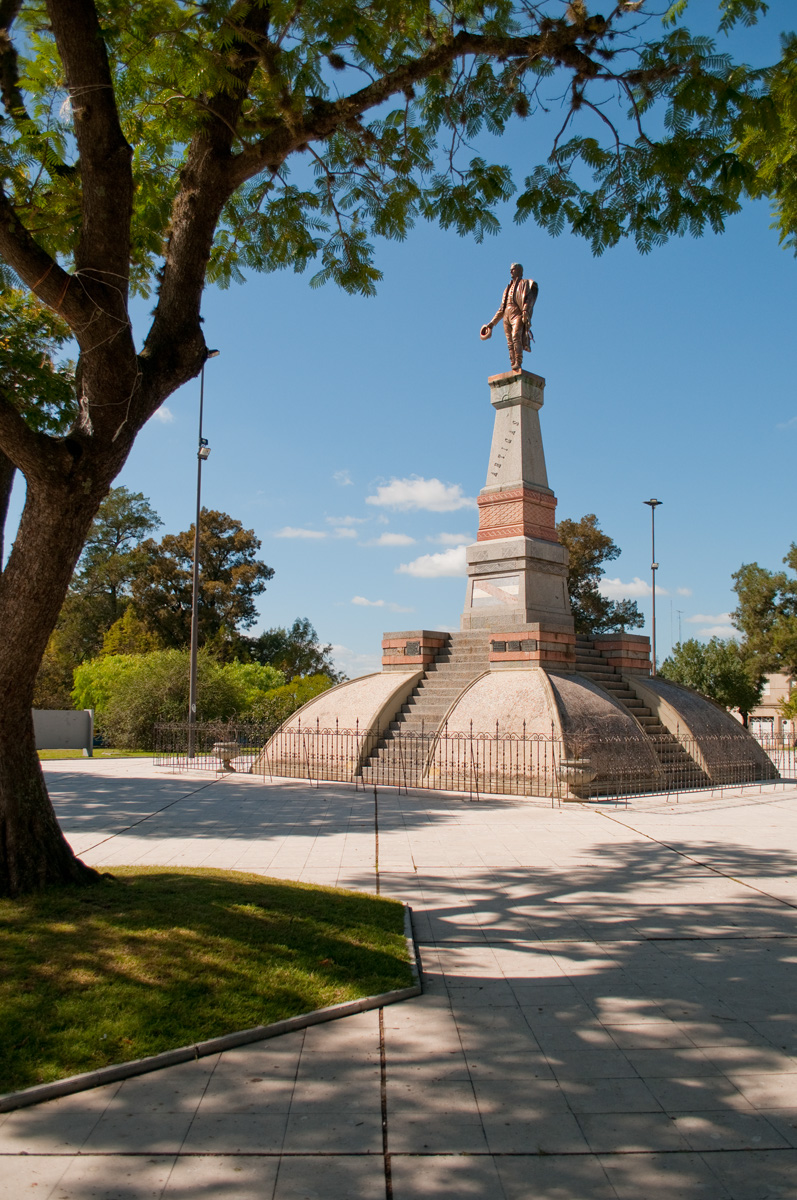
Primer monumento erigido en honor a José Artigas, San José de Mayo, Uruguay.

A los treinta y tres años, en 1797, amparándose en una amnistía para quienes no tuvieran delitos de sangre, José Artigas ingresó como soldado raso al recién creado cuerpo de Blandengues de Montevideo, una milicia especialmente autorizada por el rey de España en el virreinato del Río de la Plata, que tenía como fin de proteger las fronteras. En esta función, Artigas participó del control de los avances portugueses en la frontera con el Brasil y en la lucha contra el contrabando y el pillaje.

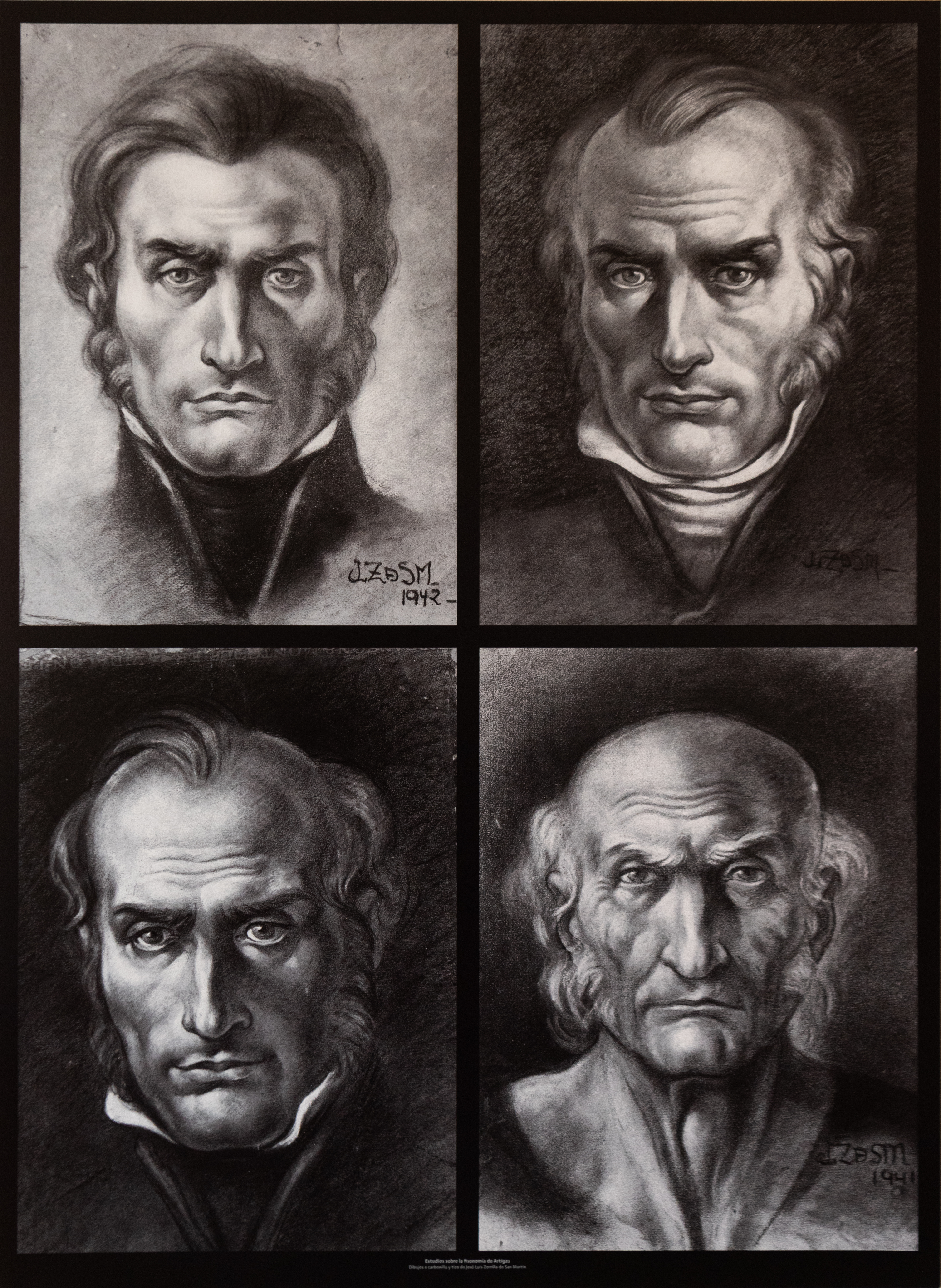
Reconstrucciones de la fisonomía de Artigas hechas por José Luis Zorrilla de San Martín en 1941.

Poco antes de finalizar el siglo XVIII, Artigas se encontró, en aquella frontera, con un afro-montevideano que había sido capturado por los portugueses y reducido a la esclavitud. Decidió entonces comprarlo para darle la libertad. Desde entonces Joaquín Lenzina, más conocido como «el Negro Ansina», acompañó a Artigas durante el resto de su vida, convirtiéndose en su mejor amigo, su camarada de armas y su cronista.
A Ansina corresponden estos versos sobre los años en el cuerpo de Blandengues:

Aunque en Maldonado está
el cuartel general,
el blandengue siempre va
por toda la tierra Oriental.
Artigas enseña
a no encender el fogón
que deje seña
de su posición...
Sigue, de noche y de día,
las huellas criminales
buscando con porfía
a hombres y animales.

En 1800 José Artigas cumplió destacada labor en la fundación de la ciudad de Batovi en las Misiones Orientales, actual estado brasileño de Río Grande do Sul.
En 1806, ante la primera de las Invasiones Inglesas y la ocupación de Buenos Aires por el ejército británico, colaboró con Juan Martín de Pueyrredón y organizó por sí mismo una fuerza de 300 soldados que no llegaron a entrar en combate.
El conocimiento adquirido hizo que desempeñara la tarea con éxito, siendo ascendido primero a capitán de milicias, posición alcanzada antes por su padre y por su abuelo, y luego ayudante mayor.

#### Primer matrimonio y nuevos hijos
A poco de fallecer Isabel Sánchez, José Artigas solicitó licencia en su campamento de Tacuarembó Chico para contraer matrimonio, arreglado a la usanza de la época, con su prima Rosalía Rafaela Villagrán. La boda se realizó el 31 de diciembre de 1805. Al tener los novios un parentesco relativamente próximo, el cura les encomienda mantenerse en la oración, persignarse, etc. (arrodillados) por tres semanas.
El matrimonio tuvo tres hijos, un varón, José María (nacido el 24 de septiembre de 1806) y dos mujeres, Francisca Eulalia (nacida el 13 de noviembre de 1807 —fallecida de pocos meses en 1808—) y Petrona Josefa (nacida en 1809 —fallecida a los cuatro meses en 1810—). La muerte prematura de las dos hijas y una fiebre puerperal mal curada sumieron a Rafaela Rosalía Villagrán en una grave enfermedad mental (alucinaciones, manías persecutorias, etc.), hecho que acabó por destruir su matrimonio. Cuidada por una tía de Artigas, Rafaela Rosalía Villagrán murió finalmente en Montevideo en 1824.

### De 1810 a 1820: la etapa revolucionaria

#### Ingreso a la Revolución de Mayo
En 1808 Napoleón aprovechó las disputas por el trono entre el rey Carlos IV de España y su hijo, el futuro Fernando VII, para intervenir en el Imperio español e imponer las abdicaciones de Bayona, por las cuales ambos renunciaron sucesivamente al trono de España en favor de José Bonaparte, luego de lo cual Fernando quedó cautivo.
Pero la intervención de Francia desencadenó un levantamiento popular conocido como Guerra de la Independencia Española (1808-1814) que trajo incertidumbre sobre cuál era la autoridad efectiva que gobernaba España.

Ante la ausencia de una autoridad cierta en la Metrópoli y el cautiverio de Fernando VII, los pueblos de Hispanoamérica, bajo la dirección de los criollos, comenzaron una serie de insurrecciones desconociendo a las autoridades coloniales. La primera insurrección se produjo el 25 de mayo de 1809 en la ciudad de Chuquisaca, en el virreinato del Río de la Plata, a la que le siguieron levantamientos en todo el continente para formar juntas de autogobierno, dando origen a la Guerra de Independencia Hispanoamericana.

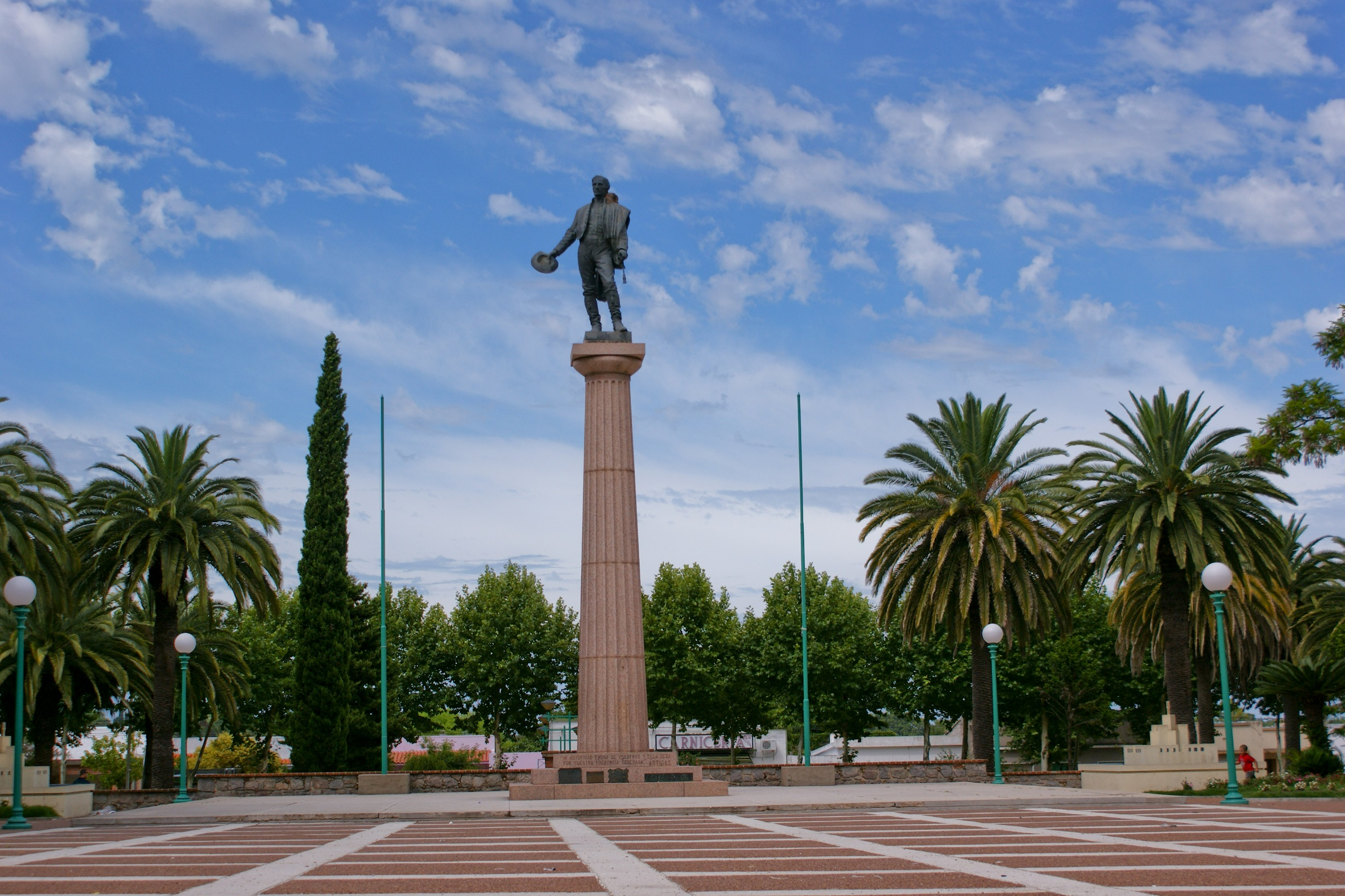
Plaza Artigas, Fray Bentos.

El 25 de mayo de 1810 el pueblo de Buenos Aires, capital del Virreinato del Río de la Plata, depuso al virrey Baltasar Hidalgo de Cisneros y eligió a la Primera Junta para reemplazarlo, dando inicio a la Revolución de Mayo.
Inmediatamente, el poder español instaló su sede en Montevideo, la base de la marina española (Apostadero Naval de Montevideo) y bahía con puerto profundo, reclamando al Consejo de Regencia español el envío de un nuevo virrey, tropas y armas para reprimir el levantamiento de Buenos Aires.
Ese mismo año, José Artigas, quien por entonces permanecía en las tropas virreinales y a quien el 5 de septiembre de 1810 se lo había promovido a capitán de Blandengues por Joaquín de Soria, comandante general de la campaña de la Banda Oriental, fue enviado a Entre Ríos como comandante de un contingente militar realista, en un intento de recuperar para los cinco pueblos entrerrianos insurrectos, pero resultó derrotado por los caudillos locales.
En enero de 1811 llegó a Montevideo el nuevo virrey, Francisco Javier de Elío. La Primera Junta de Buenos Aires desconoció su autoridad y le declaró la guerra el 13 de febrero.
El ala radicalizada de la revolución porteña había puesto sus ojos en Artigas. En el discutido Plan Revolucionario de Operaciones, atribuido a Mariano Moreno, secretario de la Primera Junta y escrito en agosto de 1810, se manifestó lo siguiente:

Sería muy del caso atraerse a dos sujetos por cualquier interés y promesas, así por sus conocimientos, que nos consta son muy extensos en la campaña, como por sus talentos, opiniones, concepto y respeto; como son los del Capitán de Dragones don José Rondeau y los del Capitán de Blandengues don José Artigas; quienes, puesta la campaña en este tono y concediéndoles facultades amplias, concesiones, gracias y prerrogativas, harán en poco tiempo progresos tan rápidos, que antes de seis meses podría tratarse de formalizar el sitio de la plaza.

Bandera de Artigas.

El 15 de febrero de 1811 Artigas desertó del Cuerpo de Blandengues en Colonia del Sacramento y se trasladó a Buenos Aires para ofrecer sus servicios militares al gobierno revolucionario, que le dio el grado de teniente coronel, 150 hombres y 200 pesos para iniciar el levantamiento de la Banda Oriental contra el poder español. La fecha en la cual Artigas desertó del ejército realista en Colonia del Sacramento está hoy establecida con precisión sobre la base de una nota de la revista de tropas del Cuerpo de Blandengues de Montevideo efectuada al mes siguiente. Antes de conocerse dicha nota, los historiadores fijaban el 2 o el 11 de febrero como fechas de la deserción. La nota expresa:

José Artigas, capitán de la 3.a Compañía, y Rafael Ortiguera, fugaron a Buenos Aires el 15 de febrero.

#### Inicio de la Revolución Oriental

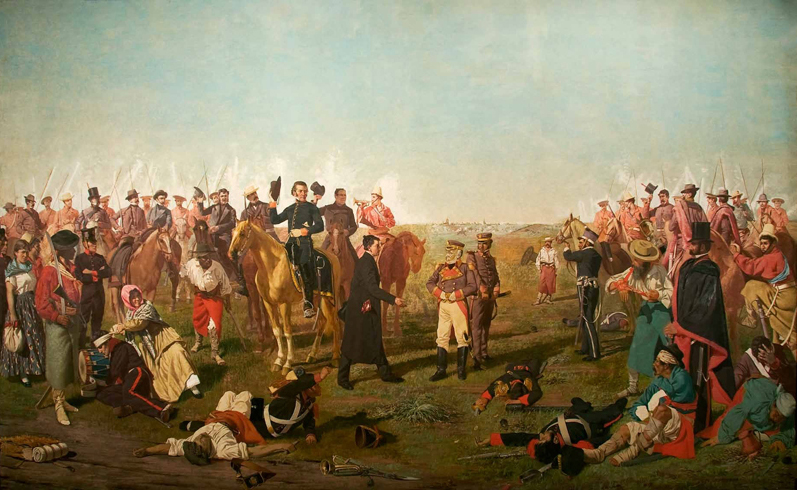
Artigas en la batalla de Las Piedras.

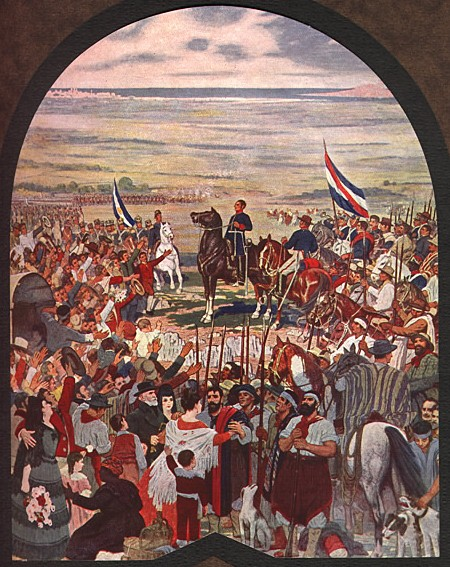
Encuentro entre Artigas y Rondeau en el Cerrito. Cuadro pintado para se colocado en el centro de la Cámara de Representantes del Parlamento de Uruguay.

Los pueblos de la América española luchaban por su libertad y Artigas quería defender esas ideas en la Banda Oriental. Luego del hecho conocido como Grito de Asencio del 28 de febrero del citado año, la población rural oriental, comandada por Pedro José Viera junto a Venancio Benavides, habiendo tomado al siguiente día la villas de Santo Domingo de Soriano y Mercedes, solicitó auxilios a la Junta de Buenos Aires, que mandó a Artigas a su tierra con sus 180 hombres, a principios de abril. Viera entregó a este su obra, sumándolo así a la revolución y lanzando una exitosa revuelta contra el Reino de España.
El 11 de abril emitió la Proclama de Mercedes y asumió el mando de la revolución en la Banda Oriental y el 18 de mayo derrotó a los españoles en la batalla de Las Piedras. Luego inició el Sitio de Montevideo y fue aclamado «Primer Jefe de los Orientales».
En 1812 logró convocar a un congreso nacional en Maroñas y allí proclamó la Provincia Oriental con gobierno federal, como modelo a seguir por las demás Provincias Unidas del Río de la Plata.
En las filas artiguistas participaron personajes y caudillos tan importantes para la posterior historia uruguaya como Dámaso Antonio Larrañaga, Juan Antonio Lavalleja, Manuel Oribe, Fernando Otorgués, Fructuoso Rivera y Pablo Zufriátegui.

#### El éxodo del pueblo oriental

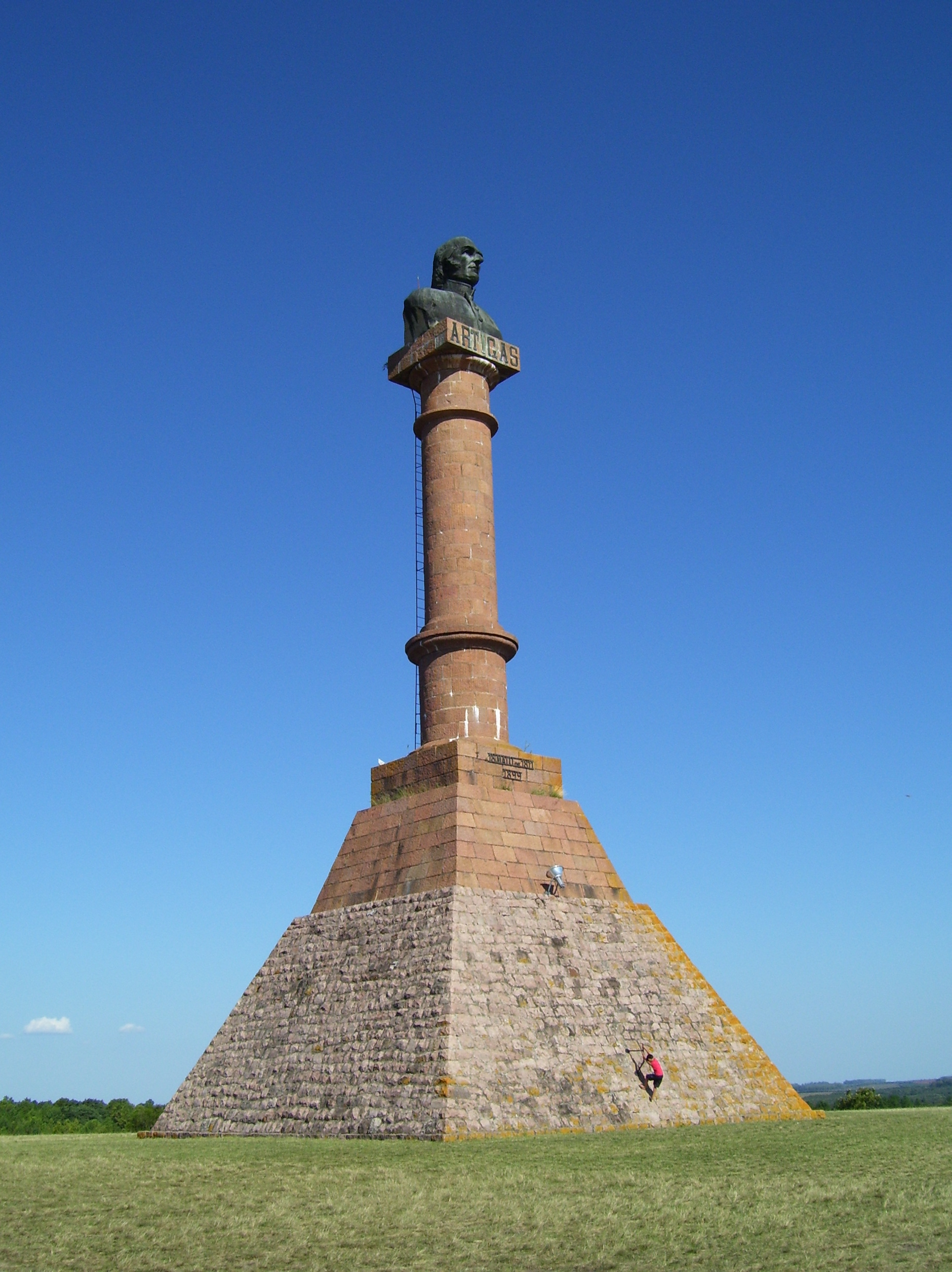
Monumento de la Meseta de Artigas, construido en 1899 en bronce y granito rosado cuenta con 37 metros de altura en total.

Como consecuencia del armisticio firmado con el virrey Francisco Javier de Elío por la Primera Junta de Buenos Aires, las tropas enviadas a la Banda Oriental debieron abandonar dicho territorio, levantando el sitio de Montevideo.
José Artigas fue nombrado «teniente gobernador, justicia mayor y capitán del departamento de Yapeyú», entonces en la provincia de Misiones, actual Argentina.
Artigas, disgustado por el armisticio y ante la evacuación de las tropas porteñas, cumplió con su nuevo cargo trasladándose al territorio misionero, por lo que decidió pasar con sus seguidores a la orilla occidental del río Uruguay, hecho conocido como el éxodo oriental. Cruzó el río Uruguay con mil carretas y unas 16 000 personas con sus ganados y pertenencias, en la primera semana de enero de 1812, instalando su campamento cerca del arroyo Ayuí Grande, pocos kilómetros al norte de la actual ciudad entrerriana de Concordia, entonces perteneciente a la jurisdicción de Misiones.
Allí se estableció en un enorme campamento, desde el cual organizó un gobierno sui generis sobre el territorio que sus hombres alcanzaban a controlar. Mantuvo correspondencia con pequeños caudillos locales de Entre Ríos y Corrientes, con lo que aumentó el círculo de los que compartían sus ideas y que serían base de su futura influencia en el Litoral argentino.
A principios de 1812, roto el armisticio con la retirada de Elío, las tropas de Buenos Aires reanudaron el sitio de Montevideo. Pero el jefe político de las mismas, Manuel de Sarratea, hizo todo lo posible para debilitar las fuerzas de Artigas, lo que llevó a un enojoso conflicto con el caudillo.

En enero de 1813 los hechos se precipitan, Artigas demuestra sus recursos en la Banda Oriental; Nicolás de Vedia, un oriental al servicio de Buenos Aires, le informa en un parte
a Sarratea:
| "A eso de las dos de la mañana, tuve aviso de que habían sido sorprendidos los dragones que cuidaban los 300 caballos del cuarto escuadrón, por una partida numerosa del señor Artigas; que se llevaban éstos y que además arreaban bueyes con los cuales se encaminaban al parque, que está a retaguardia de este ejército. El resultado de los partes que se me acaban de dar es que los caballos del cuarto escuadrón (y aún aquellos de los guardias que los cuidaban), han sido arrebatados. Los caballos del segundo, que hallándose reunidos en un potrero, han sido arreados con facilidad sin que lo sintiesen los encargados de ella. También se me avisa que los caballos pertenecientes al señor coronel y otros oficiales, han sido también llevados junto a los individuos de su custodia. Campamento del Cerrito. Febrero 13 de 1813." —Nicolás de Vedia. |

Solamente después de esta derrota táctica sufrida por Sarratea y su consecuente retirada, Artigas se unió al sitio de Montevideo con sus tropas que incluían a los indios charrúas.

#### Las instrucciones para la Asamblea del año XIII
El general Rondeau informa a Buenos Aires, el 28 de febrero de 1813:
| "El coronel Artigas echó al instante mano de los infinitos recursos que tenía para hacer conocer la importancia de ellos e imponerse a este ejército, hasta arrojar de la provincia al general Sarratea. Empezó a escasear ganado para nuestras tropas, quedó cortada nuestra correspondencia con la capital, y el primer golpe que nos hizo sentir, fue el apresamiento de boyadas y caballadas ejecutado por una maniobra tan rápida que, cuando fue sentida ya la presa era irrecuperable. Un segundo apresamiento de caballos dejó al regimiento de dragones casi a pie. ...en esa misma empresa ha tenido la consideración de no tocar nuestro Parque... para no dejarnos indefensos contra las salidas de las tropas de la Plaza." Rondeau. |

Rondeau convoca al coronel Artigas, al campamento del Cerrito para su entrada solemne como integrante del ejército sitiador el 26 de febrero de 1813:
| "Mañana es el día glorioso que realiza su unión a este ejército, al frente de las Divisiones de su mando, el señor coronel don José Artigas. Tan plausible acto debemos solemnizar con demostraciones públicas. (...) cuadrando que dicho señor coronel Artigas haga su entrada hasta su alojamiento por la calle que forma la línea de los campamentos, dispondrá V.S. forme mañana la División de su mando y al pasar aquél, las Músicas tocarán marcha y las tropas echarán armas al hombro, continuando así hasta pasar la retaguardia. (...) artillería ha de colocar todas las piezas de á 8", en el Cerrito p.a saludar..." Rondeau. |

Ese mismo día, el sacerdote Bartolomé Muñoz apunta en su diario:
| "El 26, amanecieron formadas las tropas de infantería en toda la línea del sitio. Eran las 12 cuando llegaron los generales. Cien indios charrúas cerraban la retaguardia." Muñoz. |

En febrero de 1812 el ejército oriental sumaba cuatro mil hombres armados de fusiles, carabinas y lanzas, incluyendo cuatro centenares de charrúas, una división de quinientos pardos y otro tanto de indios sin armas de Yapeyú. Poseen un obús y nueve cañones.
La Banda Oriental vuelve a imponerse como había sucedido con los españoles.

Artigas habla de igual a igual con el gobierno de Buenos Aires, porque acaba de vencerlo con una maniobra estratégica incruenta.

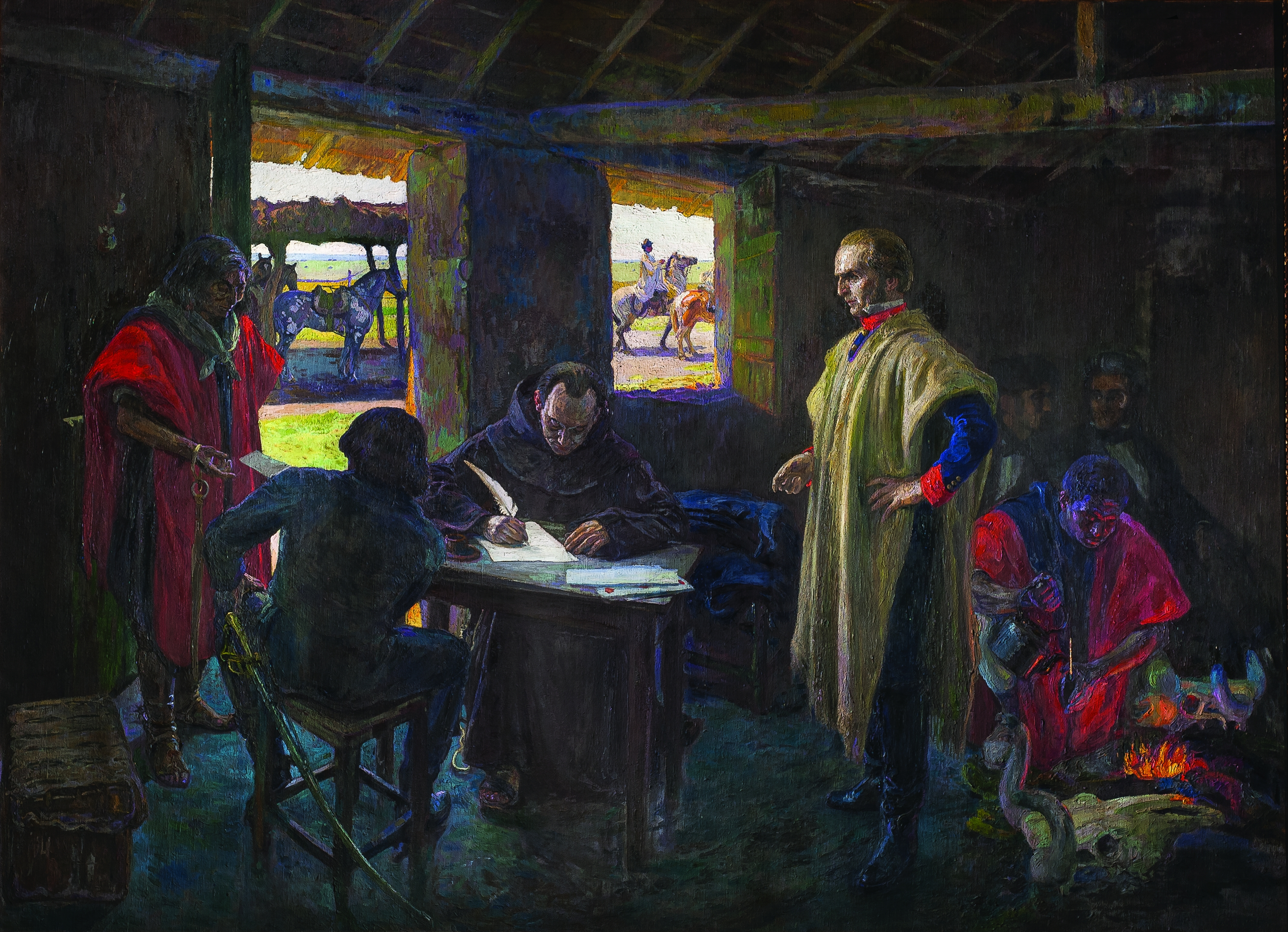
Pintura de Pedro Blanes Viale, Artigas dictando correspondencia a su secretario José Monterroso.

En el campamento de José Artigas fueron elegidos los diputados orientales que debían concurrir a la Asamblea General Constituyente del año XIII a celebrarse en Buenos Aires. Artigas le dio instrucciones a sus diputados, las que fueron dictadas el 13 de abril de 1813.
Básicamente, Artigas reclamaba:
- Independencia de las provincias del poder español.
- Igualdad de las provincias a través de un pacto recíproco.
- Libertad civil y religiosa.
- Organización del gobierno como una república.
- Federalismo, con un gobierno supremo que entendiera solamente en los negocios generales del estado, y confederación referida a la protección que se debían las provincias entre sí.
- Soberanía de la Provincia Oriental sobre los siete pueblos de las Misiones Orientales.
- Ubicación del gobierno federal fuera de Buenos Aires.

Los diplomas de los diputados orientales fueron rechazados por la Asamblea, usando como argumento legal la nulidad de su elección porque se realizó en un campamento militar y además porque Artigas les había impartido instrucciones, a pesar de que la Asamblea se había declarado soberana.

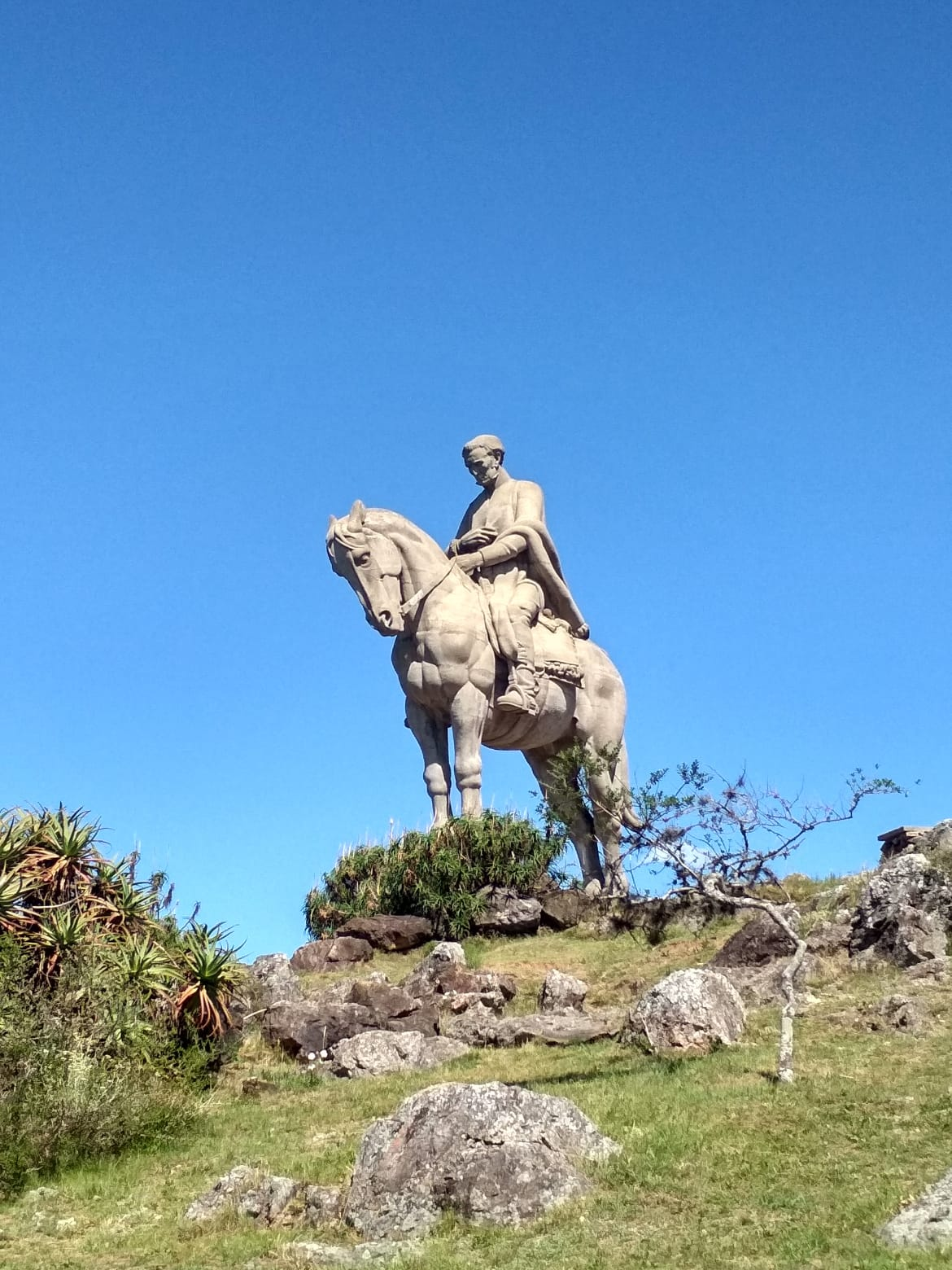
Monumento de Artigas por José Belloni en Minas, Uruguay. Con 18 metros de altura es el segundo monumento ecuestre más grande del mundo.

A continuación, el general José Rondeau hizo reunir un segundo congreso, que eligió nuevos diputados a la Asamblea, en una capilla junto a su propio campamento, cuidando de elegir a diputados contrarios a la influencia de Artigas.
Ante este atropello a la voluntad popular, Artigas abandonó el sitio de Montevideo a mediados de enero de 1814. Se dirigió a la costa del río Uruguay, desde donde sus partidarios lanzaron una serie de campañas para controlar el interior de la Banda Oriental y Entre Ríos. La expedición enviada desde Paraná para enfrentarlo fue derrotada en Entre Ríos por su lugarteniente Eusebio Hereñú.
Tras el retiro de Artigas del sitio de Montevideo, el unitario Director Supremo de las Provincias Unidas del Río de la Plata, Gervasio Antonio Posadas, firmó un decreto el 11 de febrero de 1814, declarando a Artigas «traidor a la Patria». Se lo acusó de conspirar contra la unidad de los patriotas rioplatenses que luchaban para tomar Montevideo, el principal bastión realista en el Río de la Plata, y de esa manera contradecir los planes revolucionarios para continuar la guerra contra los realistas en el Alto Perú.

Art.1 - Se declara a don José Artigas infame, privado de sus empleos, fuera de la Ley y enemigo de la Patria.

Art. 2 - Como traidor a la Patria será perseguido y muerto en caso de resistencia.

Art. 3 - Es un deber de todos los pueblos y las justicias, de los comandantes militares y de los ciudadanos de las Provincias Unidas perseguir al traidor por todos los medios posibles.
Cualquier auxilio que se le dé voluntariamente será considerado como crimen de alta traición.
Se recompensará con seis mil pesos a los que entreguen la persona de don José Artigas vivo o muerto.

En cuanto a su vida personal, en 1813, Artigas procreó otros dos hijos naturales: una niña, María Escolástica (nacida el 10 de febrero de 1813), cuya madre fue una misionera guaraní, y un niño, Roberto (nacido a fines de 1813), hijo de María Matilda Borda, viuda de Antonio Altacho (muerto en 1808) y dueña de una pulpería y almacén de ramos generales. Mientras que María Escolástica fue adoptada por el matrimonio Lorenzo Centurión y Francisca Basualdo y toma su apellido, Roberto es reconocido por Artigas, como consta en su acta de bautismo en Las Piedras.

#### La Liga Federal

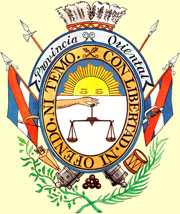
Escudo diseñado por Artigas en 1815 para representar a la Provincia Oriental en la Liga Federal. Se destacan los motivos indígenas en alusión de la simpatía que el prócer oriental sentía por ellos.

En 1814 José Artigas organizó la Unión de los Pueblos Libres, de la que fue declarado «protector».

En rojo, la Unión de los Pueblos Libres en 1815, parte de las Provincias Unidas del Río de la Plata.

Para continuar con el sitio de Montevideo, que se encontraba en poder de los realistas, el Director Supremo, Posadas, nombró al general Carlos María de Alvear comandante del ejército de las Provincias Unidas en reemplazo de José Rondeau. Alvear asumió el mando de sus tropas después de la victoria naval del patriota Guillermo Brown frente a Montevideo, y rápida y exitosamente negoció la entrega de la plaza la que se rindió a discreción el 20 de junio de 1814. La caída de Montevideo en poder del Directorio produjo una muy importante alteración de la geografía de la revolución en el área del Río de la Plata que benefició a los revolucionarios.

Tras varios meses de enfrentamientos militares entre el Directorio, en una guerra civil desarrollada en Corrientes, Entre Ríos y la Provincia Oriental, la victoria de Fructuoso Rivera en la batalla de Guayabos en enero de 1815, obligó al Director Supremo Carlos María de Alvear a evacuar Montevideo, entregándola al segundo de Artigas, Fernando Otorgués.

Bandera diseñada por Artigas para la Liga Federal en 1815.

Alvear, decidido a gobernar sobre las provincias del Río de la Plata sin oposición, ofreció a Artigas la independencia de la Provincia Oriental. Artigas la rechazó y ayudó a los federales de Corrientes y Santa Fe a luchar contra la tutela del Directorio, tratando de imponer una nueva forma de estado: el federalismo, que hasta este entonces era ajeno al sistema existente en el Río de la Plata.
Las victorias de Artigas facilitaron la sublevación de Fontezuelas comandada por Ignacio Álvarez Thomas y la caída de Alvear, el 3 de abril de ese año. Pero las relaciones con su sucesor, el director Supremo Álvarez Thomas, siguieron siendo tirantes y violentas. No obstante, este no intentó volver a someter a su gobierno a la Provincia Oriental.
En mayo de 1815, Artigas instaló su Campamento de Purificación, cerca de la desembocadura del arroyo Hervidero, que desagua en el río Uruguay, y a unos siete kilómetros al norte de la llamada Meseta de Artigas, frente a lo que hoy es el pueblo de Puerto Yeruá. El Campamento de Purificación se transformó de hecho de la Liga Federal. El comerciante escocés John Parish Robertson, que lo visitara en aquel entonces, describió así el sitio:

Tenía alrededor de 1500 seguidores andrajosos en su campamento que actuaban en la doble capacidad de infantes y jinetes. Eran indios principalmente sacados de los decaídos establecimientos jesuíticos, admirables jinetes y endurecidos en toda clase de privaciones y fatigas. Las lomas y fértiles llanuras de la Banda Oriental y Entre Ríos suministraban abundante pasto para sus caballos, y numerosos ganados para alimentarse. Poco más necesitaban. Chaquetilla y un poncho ceñido en la cintura a modo de kilt escocés, mientras otro colgaba de sus hombros, completaban con el gorro de fajina y un par de botas de potro, grandes espuelas, sable, trabuco y cuchillo, el atavío artigueño. Su campamento lo formaban filas de toldos de cuero y ranchos de barro; y éstos, con una media docena de casuchas de mejor aspecto, constituían lo que se llamaba Villa de la Purificación.

El 29 de junio de 1815 se reunió en Concepción del Uruguay, Entre Ríos, el «Congreso de los Pueblos Libres» llamado Congreso de Oriente. Fue convocado por Artigas para tratar sobre el arreglo con Buenos Aires ante la creencia de que estaba por llegar una expedición naval española. Algunos historiadores sostienen que en la sesión inaugural del 29 de junio de 1815 se realizó una declaración de independencia nacional de las provincias de Córdoba, Corrientes, Entre Ríos, Misiones, Santa Fe y la Provincia Oriental de todo poder extranjero, aunque esta posición no puede ser demostrada documentalmente debido a que las actas del congreso —si es que las hubo— se habrían perdido.
Artigas envió una delegación a Buenos Aires con la premisa de mantener la unidad basándose en los principios de: «La soberanía particular de los pueblos será precisamente declarada y ostentada, como objeto único de nuestra revolución; la unidad federal de todos los pueblos e independencia no solo de España sino de todo poder extranjero (...)». Los cuatro delegados fueron detenidos en Buenos Aires, y el nuevo director ordenó invadir Santa Fe.
Artigas ratificó entonces el uso de la bandera creada por Manuel Belgrano, añadiéndole un festón diagonal punzó, siendo el rojo punzó desde entonces el signo del federalismo en la Argentina. Artigas la llamó «el Pabellón de la Libertad».
Este congreso sancionó el 10 de septiembre de 1815 un Reglamento Provisorio de la Provincia Oriental para el fomento de su campaña y seguridad de sus Hacendados, que fue la primera reforma agraria de América Latina, ya que expropiaba las tierras y las repartía entre los que la trabajaban «con la prevención que los más infelices sean los más privilegiados».

#### Segundo matrimonio y otros nuevos hijos
Fue además en el Campamento de Purificación donde José Artigas contrajo su segundo matrimonio en diciembre de 1815 (su primer enlace con Rosalía Villagrán había sido anulado a causa de su demencia) con Melchora Cuenca, una lancera paraguaya. Esta mujer, mucho menor que Artigas, conoció al Prócer pues su padre traía víveres a Artigas enviados por la Junta del Paraguay. Fruto de la unión nacieron dos hijos: Santiago (nacido en 1816) y María (nacida en 1819).

#### La invasión luso-brasileña y la guerra contra los unitarios
El 9 de julio de 1816 se declaró en el Congreso de Tucumán la independencia de las Provincias Unidas del Río de la Plata, pero en el mismo, con excepción de Córdoba, no fueron representadas las provincias pertenecientes a la Liga de los Pueblos Libres, que estaban bajo la autoridad de José Artigas.
El constante crecimiento de influencia y prestigio de la Liga Federal atemorizó tanto a los unitarios de Buenos Aires y Montevideo como al Reino Unido de Portugal, Brasil y Algarve. En agosto de 1816 numerosas tropas luso-brasileñas invadieron la Provincia Oriental, con la complicidad tácita de los unitarios que se habían fortalecido en Buenos Aires y del embajador porteño en Río de Janeiro. Con la intención de destruir al caudillo y su revolución, las tropas luso-brasileñas atacaron por tierra y mar. Junto a Artigas, participaron en la defensa de su provincia sus lugartenientes Fructuoso Rivera, Juan Antonio Lavalleja, Fernando Otorgués, Andrés Latorre, Manuel Oribe, el misionero Andrés Guazurarí, apodado «el indio Andresito». Debido a su superioridad numérica y material, las fuerzas luso-brasileñas al mando de Carlos Federico Lecor vencieron a Artigas y sus lugartenientes y, ocuparon Montevideo, el 20 de enero de 1817, aunque la lucha continuó por tres años en el medio rural. Indignado por la pasividad de los unitarios de Buenos Aires, Artigas les declaró la guerra, al tiempo que enfrentó a los luso-brasileños con ejércitos que se vieron diezmados por sucesivas derrotas.
Después de tres años y medio de resistencia, la batalla de Tacuarembó, del 22 de enero de 1820, significó la derrota definitiva de Artigas, que debió abandonar la Provincia Oriental, a la que ya no volvió. Varios de sus lugartenientes cayeron prisioneros o abandonaron la lucha. Fructuoso Rivera, que desde el año 1816 había desobedecido órdenes de Artigas cuando comenzaba la Invasión Luso-Brasileña, ya rodeado por el ejército comandado por Bento Manuel Ribeiro en su campamento en las cercanías del río Queguay, aceptó el llamado Acuerdo de Tres Árboles y el grado de coronel.

#### Conflicto con Ramírez
Casi al mismo tiempo, los integrantes de la Liga Federal, Francisco Ramírez, gobernador de Entre Ríos, y Estanislao López, gobernador de Santa Fe, lograron finalmente la victoria sobre los unitarios. La batalla de Cepeda forzó la caída del Directorio. Pero la esperanza duró poco, ya que ambos caudillos, al saber del casi aniquilamiento de las tropas de Artigas, entraron en acuerdos con el nuevo gobernador porteño, Manuel de Sarratea, firmando con él el Tratado del Pilar. Aunque tal tratado consideraba pedir su aprobación a Artigas, el oriental se consideró afrentado al no haber sido consultado por los suscriptores del tratado.
Después de la batalla de Tacuarembó, el derrotado Artigas se instaló en Entre Ríos, donde entró en serios conflictos con Francisco Ramírez, quien no aceptó la hegemonía del caudillo oriental en su provincia. Con apoyo del gobierno porteño, Ramírez inició una campaña contra Artigas. Fue derrotado en una pequeña batalla, pero logró derrotarlo en la batalla de Las Tunas, cerca de Paraná.
Ramírez persiguió a Artigas hacia Corrientes, donde este contó aun con el apoyo del jefe guaraní Francisco Javier Sití. Pero la victoria fue, en definitiva, para Ramírez.

### De 1820 a 1850: exilio en Paraguay

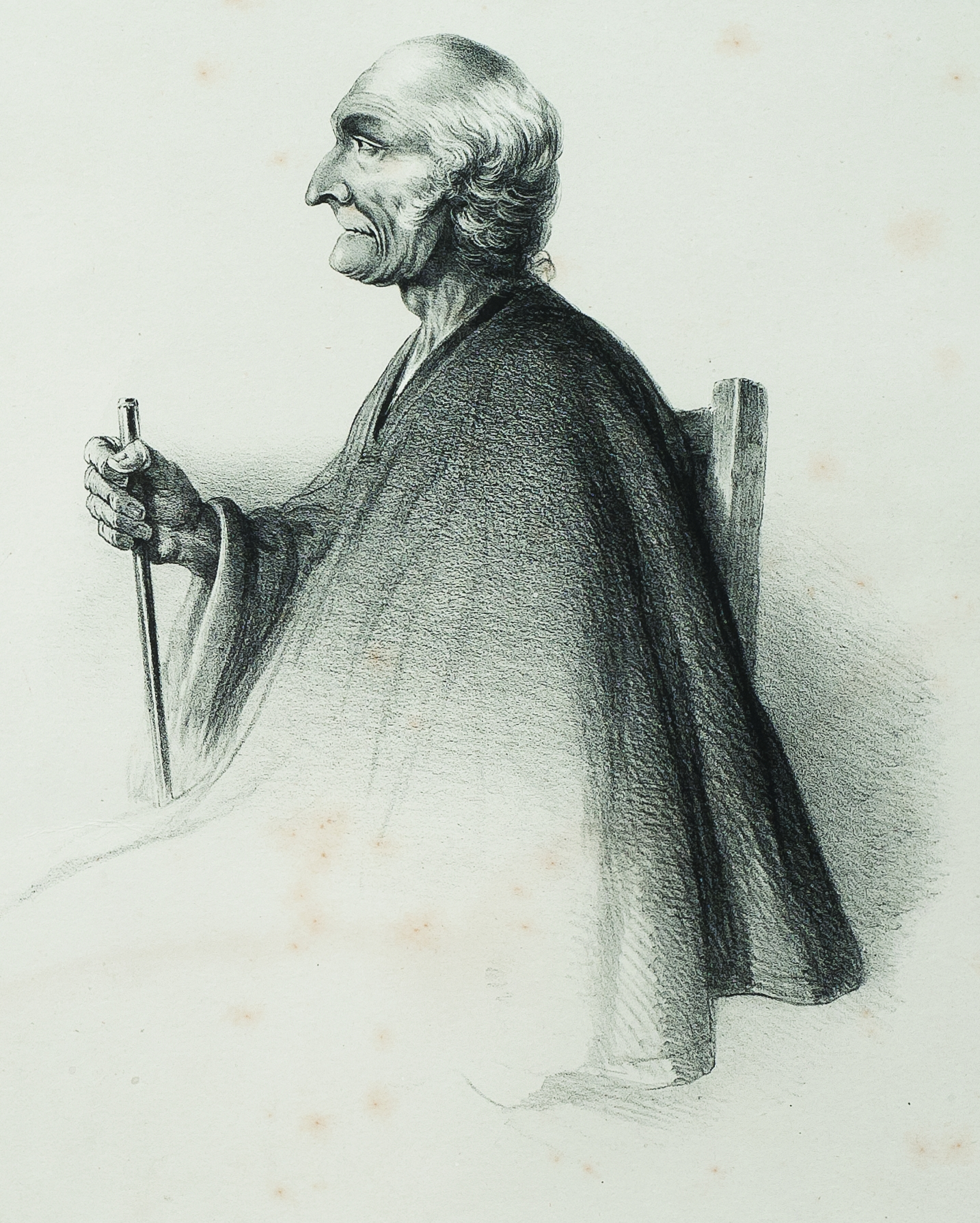
Artigas en su ancianidad, por Alfred Demersay. Se trata del único retrato auténtico de Artigas, sirvió de inspiración para numerosos retratos y representaciones póstumas del general.

Rodeado por todos lados por los lugartenientes de Francisco Ramírez y viendo su causa definitivamente perdida, el 5 de septiembre de 1820 José Artigas cruzó el río Paraná hacia el exilio en Paraguay, dejando atrás su patria y su familia.
El dictador paraguayo José Gaspar Rodríguez de Francia le dio refugio, pero cuidó que no conservara ninguna influencia política ni mantuviera correspondencia con nadie fuera del Paraguay. Su único acompañante durante el resto de su vida fue el Negro Ansina.
Los paraguayos y guaraníes misionenses lo llamaron Karay Guazú (‘gran señor’), título que no solo le dieron a Artigas, sino que también a Rodríguez de Francia y Francisco Solano López. Por otra parte, el historiador Gonzalo Abella recoge el apodo Oberavá Karay (señor que resplandece), título con que los guaraníes de la zona de Curuguaty se referían a Artigas.
Testimonio de su larga estadía en el Paraguay son una escuela pública y un árbol de ibirapitá.
La campaña de los Treinta y Tres Orientales inició la liberación de su provincia del Imperio del Brasil en 1825. Pero la complicada Guerra del Brasil y las intromisiones diplomáticas de Gran Bretaña, llevaron a la independencia del Estado Oriental del Uruguay en 1828, en la cual Artigas nunca participó.
Confinado a la lejana e inhóspita Villa de San Isidro Labrador de Curuguaty, allí vivió cultivando la tierra y no causó problema alguno a las autoridades paraguayas. Fue en esta localidad donde Artigas conoció hacia el año 1825 a Clara Gómez Alonso, quien fue su compañera hasta la muerte; de esta unión nació en 1827 Juan Simeón, el último de su larga prole y que llegó a ser teniente coronel en Paraguay, hombre de confianza del mariscal Francisco Solano López.
No obstante su pasividad en el exilio, por mera precaución, fue arrestado algunas semanas después de la muerte del dictador Francia, ocurrida el 20 de septiembre de 1840. El nuevo gobierno de Carlos Antonio López, primer presidente constitucional del Paraguay, lo trasladó a Asunción, donde disfrutó de su plácida ancianidad en la quinta Ybyray, propiedad del presidente de la república, en el barrio asunceno de Trinidad, rodeado del afecto de los paraguayos.

### Fallecimiento

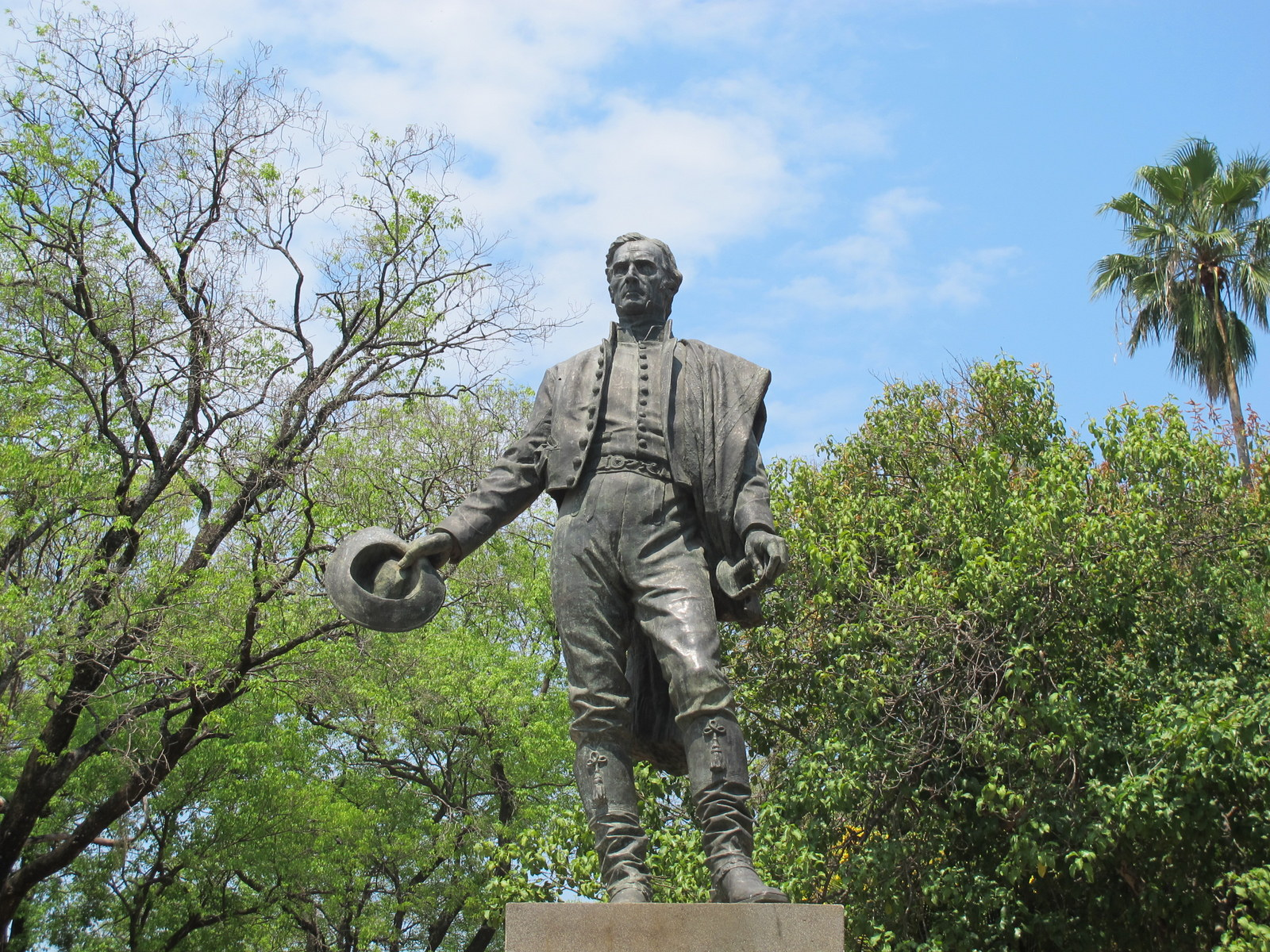
Monumento a Artigas en la Plaza Uruguaya en Asunción, Paraguay.

Falleció en Paraguay, en la quinta Ybiray, el 23 de septiembre de 1850, a los 86 años de edad.

"¡Mi caballo! ¡Tráiganme mi caballo!"Últimas palabras de José Gervasio Artigas.

En el mismo día, un carretón sin toldo, arrastrado por bueyes, llevó su cadáver desde su rancho hasta al Cementerio de la Recoleta, acompañado de Benigno López, hijo menor del presidente, los vecinos Julián Ayala, Alejandro García y Ramón de la Paz Rodríguez y el fiel asistente Ansina. El cura simplemente registra en el libro de difuntos:

“En esta Parroquia de la Recoleta de la Capital, a 23 de septiembre de 1850, yo, el cura interino de ella, enterré en el tercer sepulcro del lance número 26 del cementerio General, el cadáver de un adulto llamado Don José Artigas, extranjero, que vivía en la comprensión de esta iglesia"

## Traslado de sus restos al Uruguay

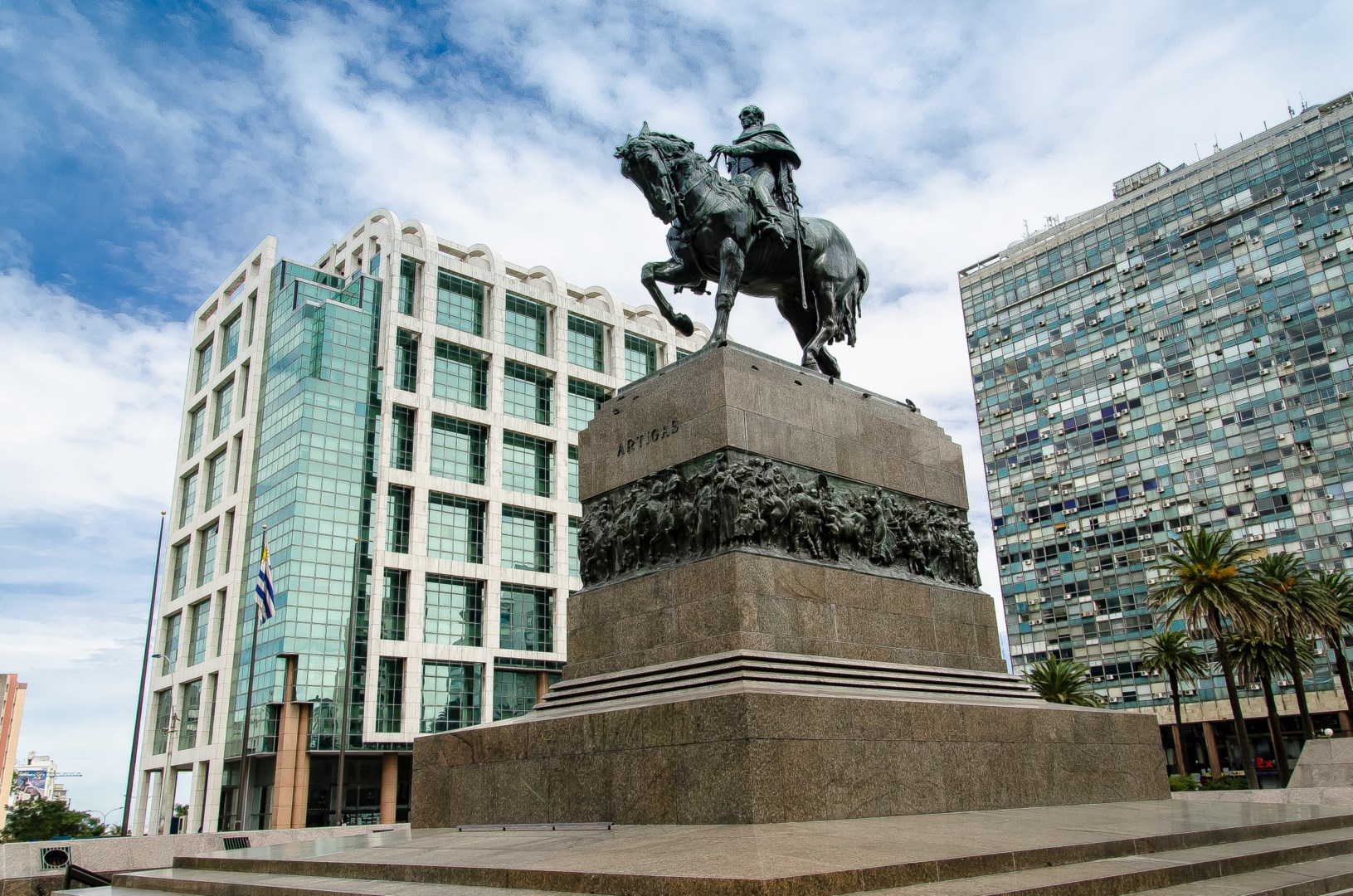
Monumento y Mausoleo de Artigas ubicado en el centro de Plaza Independencia en Montevideo.

En 1855 durante gestión del presidente Venancio Flores, los restos de José Artigas fueron repatriados desde el Paraguay.
Ya en Montevideo se mantuvieron ocho meses en la Capitanía del Puerto y fueron retirados el 20 de noviembre de 1856 cuando se les dio sepultura en el Panteón Nacional del Cementerio Central con la solemnidad correspondiente a los servicios prestados a su país, luego de realizarse las exequias fúnebres en la Iglesia Matriz. Según Joaquín Requena fueron enterrados «bajo la sombra del Sagrado Estandarte del divino libertador del género humano» y en su lápida se leía la siguiente inscripción:

«Artigas: fundador de la nacionalidad oriental».

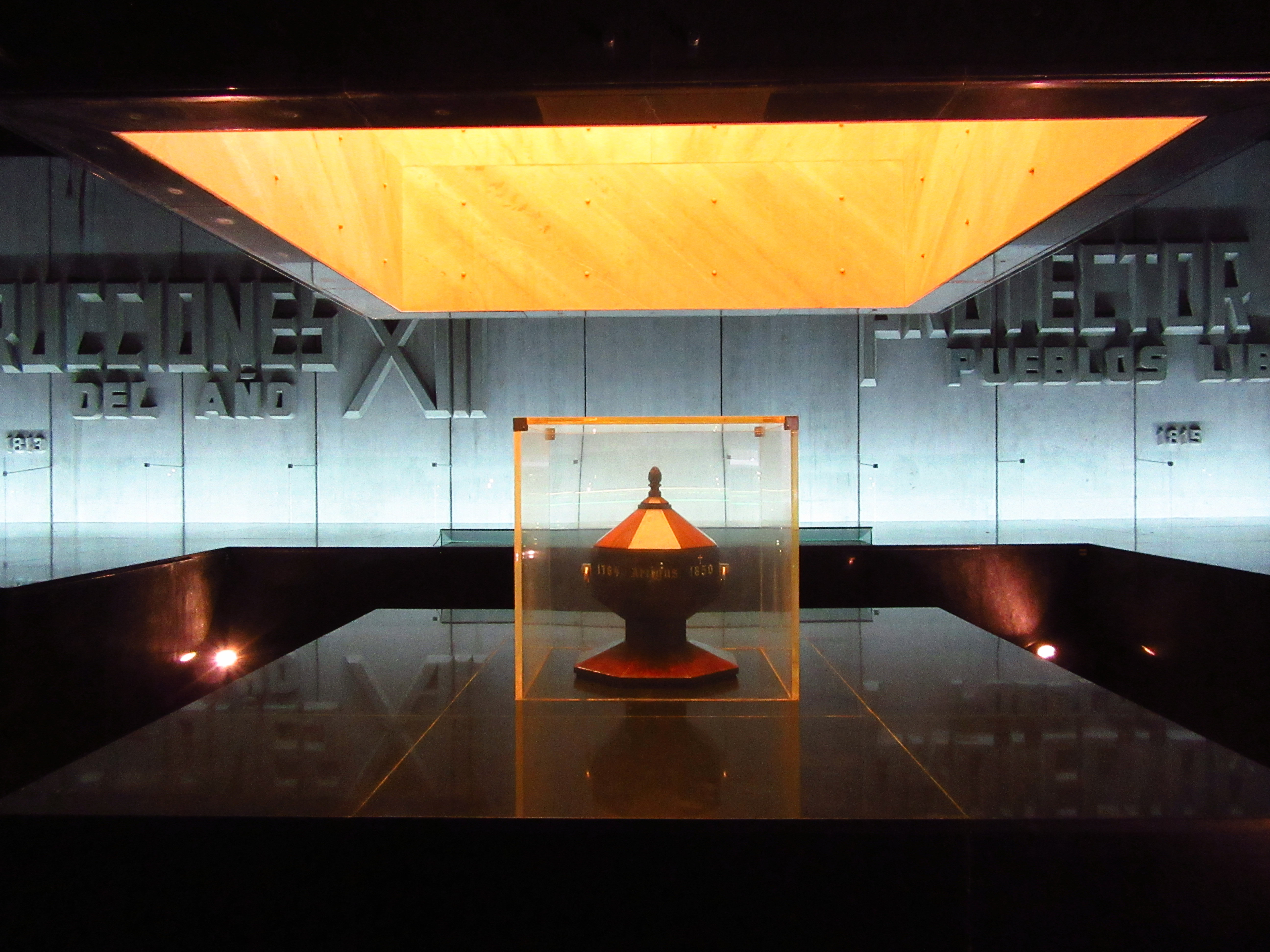
Mausoleo con los restos de José Artigas construido debajo del monumento.

En 1859, mientras se realizaban obras en el Cementerio Central, los restos fueron trasladados en forma temporal al sepulcro familiar del pariente de Artigas, el expresidente de la república Gabriel Pereira. El 24 de enero de 1864 los restos volvieron al Cementerio Central y fueron depositados en la Rotonda del Cementerio Central, cuya construcción había finalizado el año anterior.

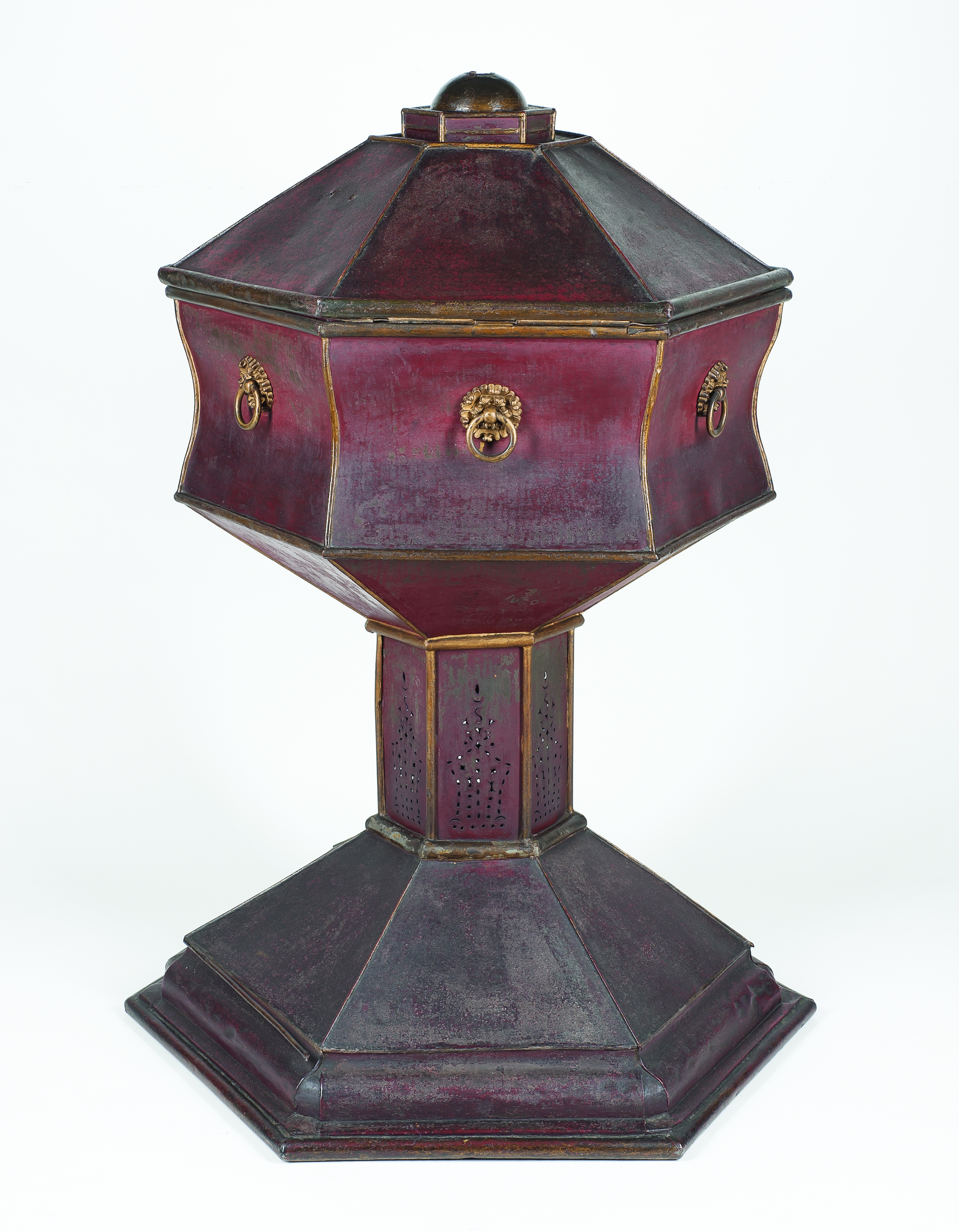
Vista detallada de la urna en la que fueron repatriados los restos de Artigas, actualmente en la colección del Museo Histórico Nacional de Uruguay.

En 1877 durante el gobierno de Lorenzo Latorre, la urna se cambió por otra construida «en madera de cedro enchapado en jacarandá, con incrustaciones de plata, con su correspondiente pedestal».
En 1950, en ocasión de celebrarse el centenario del fallecimiento de Artigas, la urna fue colocada en un altar ubicado en el Obelisco de Montevideo para ser exhibida.
En 1971, argumentando que se había obtenido información por la cual la urna iba a ser robada, se dispuso un operativo militar por el cual los restos se traslaron al regimiento Blandengues de Artigas de Caballería N.º 1, quedando en custodia del Ejército.
Por decreto-ley n.º 14276 del 27 de septiembre de 1974, se dispuso la creación de un mausoleo para el depósito de sus restos, el que se encuentra en la Plaza Independencia, en el centro de la ciudad de Montevideo. Sus restos fueron retirados del Panteón Nacional del Cementerio Central en 1972 y estuvieron bajo la guardia del Ejército siendo custodiados por los “blandengues”, mientras se terminaba la construcción del mausoleo. Fueron trasladados allí el 19 de junio de 1977.
El mausoleo fue sometido a una remodelación a partir de 2010. El 26 de octubre de 2012, los restos del prócer retornaron finalmente a su destino actual, en un acto público que contó con la oratoria del profesor Daniel Vidart.

## Perfil
José Artigas tuvo una actuación destacada en las Guerras de independencia hispanoamericanas y en el predominio de las ideas republicanas sobre las monárquicas. Luchó sucesivamente contra el Imperio español y el Reino Unido de Portugal, Brasil y Algarve y contra los unitarios de las Provincias Unidas del Río de la Plata, tanto de Buenos Aires como de Montevideo.
Artigas era oriental, entendiéndose como tal al habitante de la Banda Oriental de las Provincias Unidas del Río de la Plata, que estaba compuesta por lo que actualmente es Uruguay y por parte del actual estado brasileño de Río Grande del Sur. De manera directa, sus luchas se orientaron a la conformación de la Liga Federal, organizada estrictamente sobre los principios de la república y del federalismo. A la Liga Federal se unieron, además de la Provincia Oriental, las provincias de Córdoba, Corrientes, Entre Ríos, Santa Fe y los pueblos de Misiones bajo el control de Andresito Guazurarí, todas ellas parte actual de la República Argentina, por entonces las Provincias Unidas del Río de la Plata.
Su férrea defensa de la autonomía federal de las provincias contribuyó de manera indirecta a la independencia de España de los territorios que conformaron la Liga Federal. En 1828, al concluir la Guerra del Brasil, parte de la Provincia Oriental —el norte se mantuvo en poder brasileño— se transformó en un estado independiente del resto de las provincias argentinas surgiendo el Estado Oriental del Uruguay. Es decir que Artigas jamás consideró a la Banda Oriental como país independiente, ni nunca la llamó Uruguay.

## Legado
Las raíces del ideario de José Artigas tienen dos fuentes principales. Artigas leyó en su adolescencia libros que provenían de Europa y Estados Unidos, como Sentido común de Thomas Paine y El contrato social de Rousseau, entre otros de autores de la Ilustración.

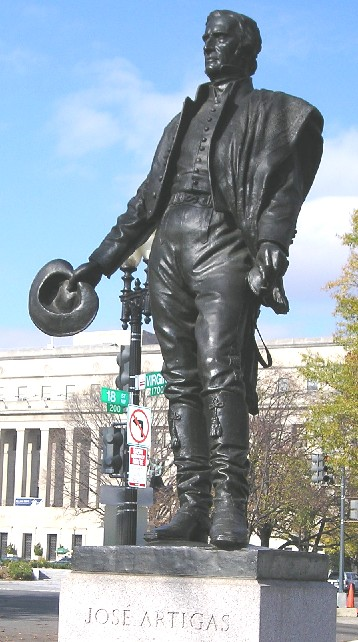
Estatua de José Artigas en Washington D. C., en los parques que rodean la OEA, obra de José Luis Zorrilla de San Martín.

Fue educado en una escuela católica de franciscanos, de la que se retiró a las estancias de su padre, a la que se ubicaba en las tierras que lindan la Villa de Casupá. En la primera etapa de su vida no fue influido por ideas revolucionarias. Su educación no fue muy ortodoxa aunque si demostró brillantez en su desempeño. Cuentan cronistas de la época, que en el tiempo de su Campamento de Purificación, en que contaba con tres o cuatro secretarios, les dictaba cartas simultáneamente a los cuatro, con sorprendente lucidez, en las que se ocupaba desde la organización administrativa y política, pasando por cartas diplomáticas y asuntos menores como restituciones de bienes a gente del pueblo, o fijar pensiones para viudas e hijos de sus combatientes caídos en acción. De su vinculación con la campaña adquirió experiencia para la revolución que luego llevó a cabo.
En la opinión del investigador Carlos Maggi, lo que marcó a Artigas en su adolescencia fue su relación con los indígenas, negros y gauchos. Se mezclaron sus raíces, su avidez, lo que leyó y su contacto con la alta sociedad montevideana y con la parte marginada de la sociedad.[cita requerida]
El ideario artiguista se componía de ideas políticas, las que se expresaron en las Instrucciones del año XIII y en la conformación de la Liga Federal. También tenía ideas socioeconómicas, que se expresaron en el Reglamento de Tierras, el Reglamento Provisorio de la Provincia Oriental para el fomento de su campaña y seguridad de sus Hacendados y el Reglamento Provisorio de Aranceles Aduaneros para las Provincias Confederadas de la Banda Oriental del Paraná.

### Homenajes
Varios países homenajean a Artigas.

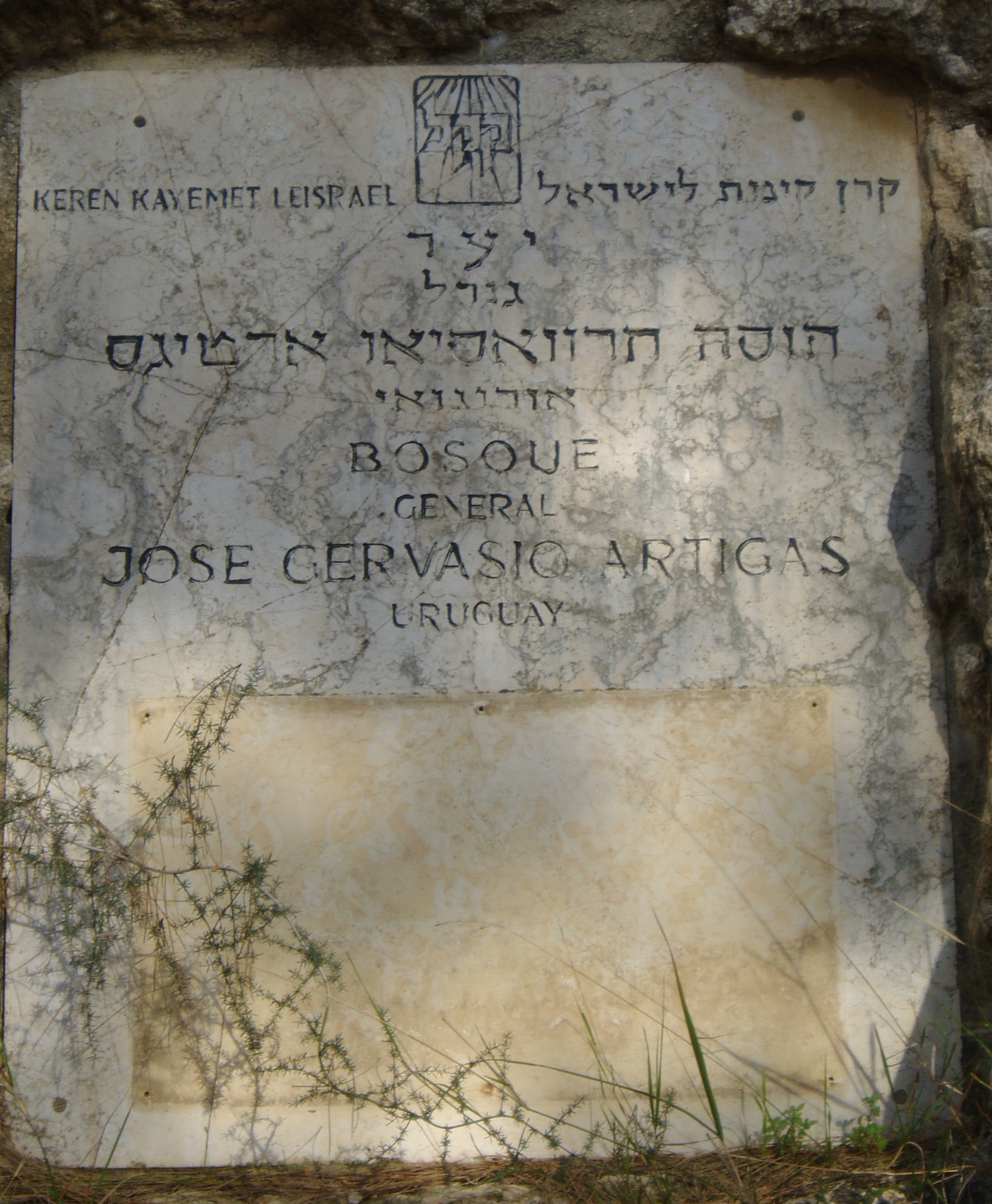
Placa conmemorativa situada en Israel.

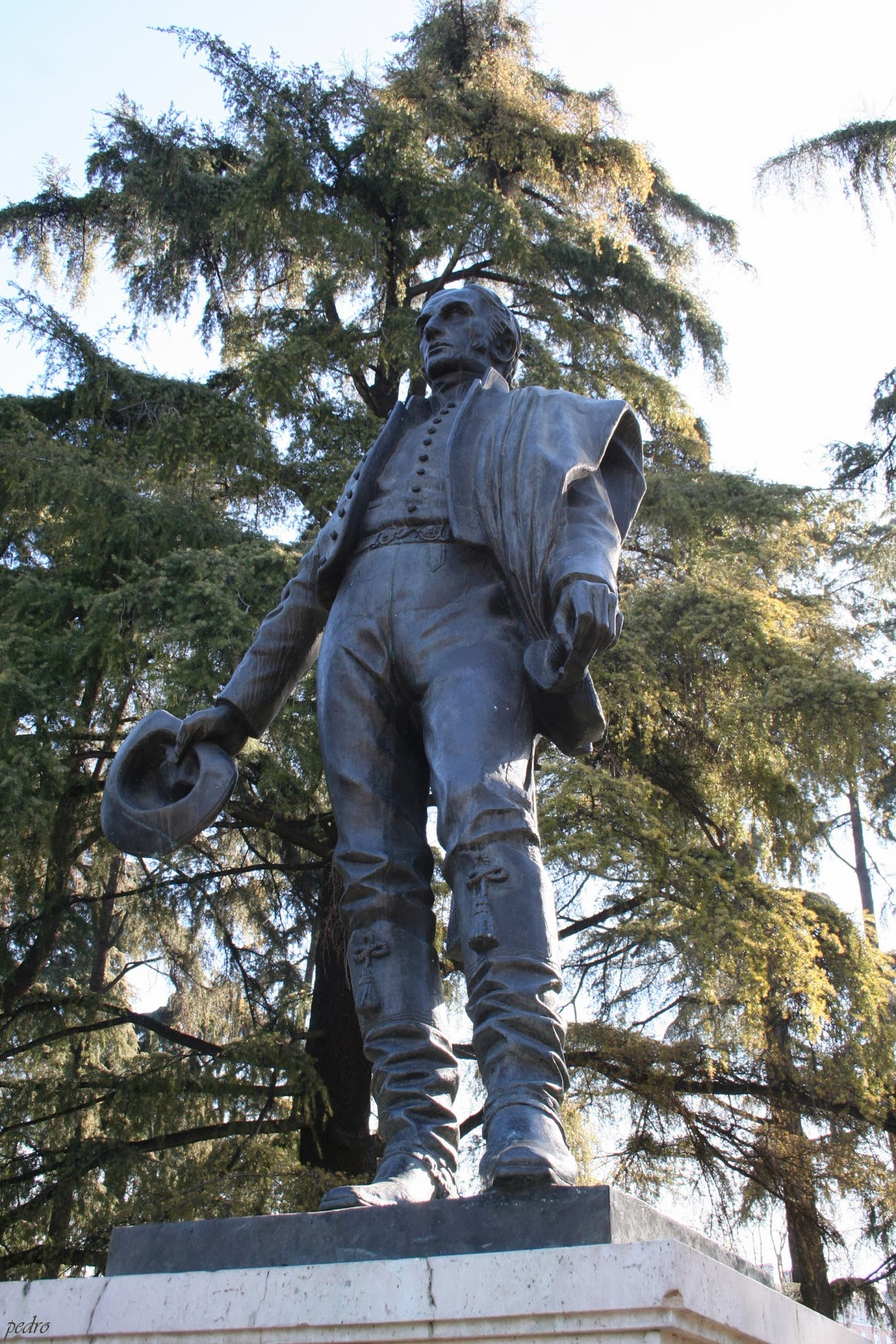
Estatua madrileña del general rioplatense José Gervasio de Artigas.

- En Uruguay se adoptó la que fuera bandera de la Liga Federal como uno de sus símbolos patrios, bajo la denominación de Bandera de Artigas. Además se creó el Departamento de Artigas en su honor, cuya capital es la Ciudad de Artigas.

También se le han dedicado varios himnos, titulados "Himno a Artigas".
- En Argentina, Artigas es considerado uno de los comandantes héroes de la Guerra de Independencia Argentina y el creador del federalismo rioplatense, por estos motivos la misma bandera de Artigas es hoy oficial en la provincia argentina de Entre Ríos, y la de Misiones tiene su bandera inspirada en la de Artigas.

En gran parte de las principales ciudades argentinas existen monumentos a Artigas o calles e incluso barrios (como "General Artigas", en Córdoba y, distante de tal barrio, el monumento a J. G. Artigas a la entrada del Parque Sarmiento); en Santa Fe, capital de la provincia homónima, se puede apreciar un monumento a Artigas en la rotonda del cruce entre las avenidas Costanera y Javier de la Rosa; así como también en las ciudades entrerrianas se encuentran monumentos que lo conmemoran, como en Concepción del Uruguay y Concordia con plazas y calles con su nombre.
Por decreto-ley 1255 de 1955 el gobierno argentino dispuso la construcción de un monumento a Artigas en la Plaza República Oriental del Uruguay, en el conspicuo barrio de La Recoleta. Fue construido por el escultor José Luis Zorrilla de San Martín y por el arquitecto Alejandro Bustillo, inaugurado en abril de 1973.
En el Parque Tres de Febrero, de la ciudad de Buenos Aires, desde 1910 homenajea a Artigas un retoño del ibirápitá que se encontró en su última morada (la asunceña). Desde el 10 de junio de 2013, la Ruta Nacional 14 lleva el nombre de Artigas.
- En Asunción de Paraguay, lleva su nombre una importante avenida que culmina en el Jardín Botánico, donde se encuentra la escuela "Artigas", solar en el que el prócer pasó sus últimos años en el exilio.[40][41]

También en Asunción el 8 de noviembre de 2002 fue inaugurado un monumento a Artigas en la Plaza Uruguaya.
- En Chile, en Santiago de Chile, se encuentra una estatua en su honor en el bandejón central de la Alameda del Libertador Bernardo O'Higgins, entre las calles Dieciocho y San Ignacio.

- En México sobre la Plaza Uruguay, situada entre la Avenida Masaryk y la calle Juana de Ibarbourou, en la colonia Polanco, hay también una estatua del general y, al pie, varias de sus frases célebres.

- En Estados Unidos existen estatuas de Artigas en Constitution Avenue en Washington D. C., en la Sexta Avenida de Manhattan (entre Broome St. y Dominick St), en Newark (Nueva Jersey) y en Montevideo (Minnesota).

- En España hay una estatua suya en el parque del Oeste de Madrid, siendo una obra del escultor Juan Luis Blanes, que a su vez copió de la de Santiago de Chile, y fue donada por la embajada uruguaya para ser instalada en este emplazamiento en 1975.[43]
- En Ecuador, en Quito existe una plaza llamada "Plaza Artigas" con una estatua del mismo. En Guayaquil también hay una estatua de José Artigas donada por la República Oriental de Uruguay.

## Películas
- 1950: José Artigas, protector de los pueblos libres. Documental dirigido por el italiano Enrico Gras.
- 2006: El pequeño héroe, dirigida y guionada por Roberto Bayeto. Película de animación sobre la infancia del héroe.
- 2011: Artigas - La Redota, dirigida por César Charlone, producida por Sancho Gracia, con Jorge Esmoris en el papel protagónico.[44]
- 2017: La fuga de Artigas Documental dirigido por Fabián González. Drama sobre la deserción de Artigas de las fuerzas españolas.